# والتر روبن
والتر روبن (بالألمانية: Walter Ruben)‏ هو مختص في علم الهنديات ألماني، ولد في 26 ديسمبر 1899 في هامبورغ في ألمانيا، وتوفي في 7 نوفمبر 1982 في برلين في ألمانيا.